# Ahuriri
L'Ahuriri (anglais : Ahuriri River) est une rivière situé dans la région d'Otago en Nouvelle-Zélande dans l'Île du Sud, qui a son embouchure dans le lac Benmore. C'est donc un affluent du fleuve le Waitaki.

## Géographie

La rivière Ahuri. Avril 2019.

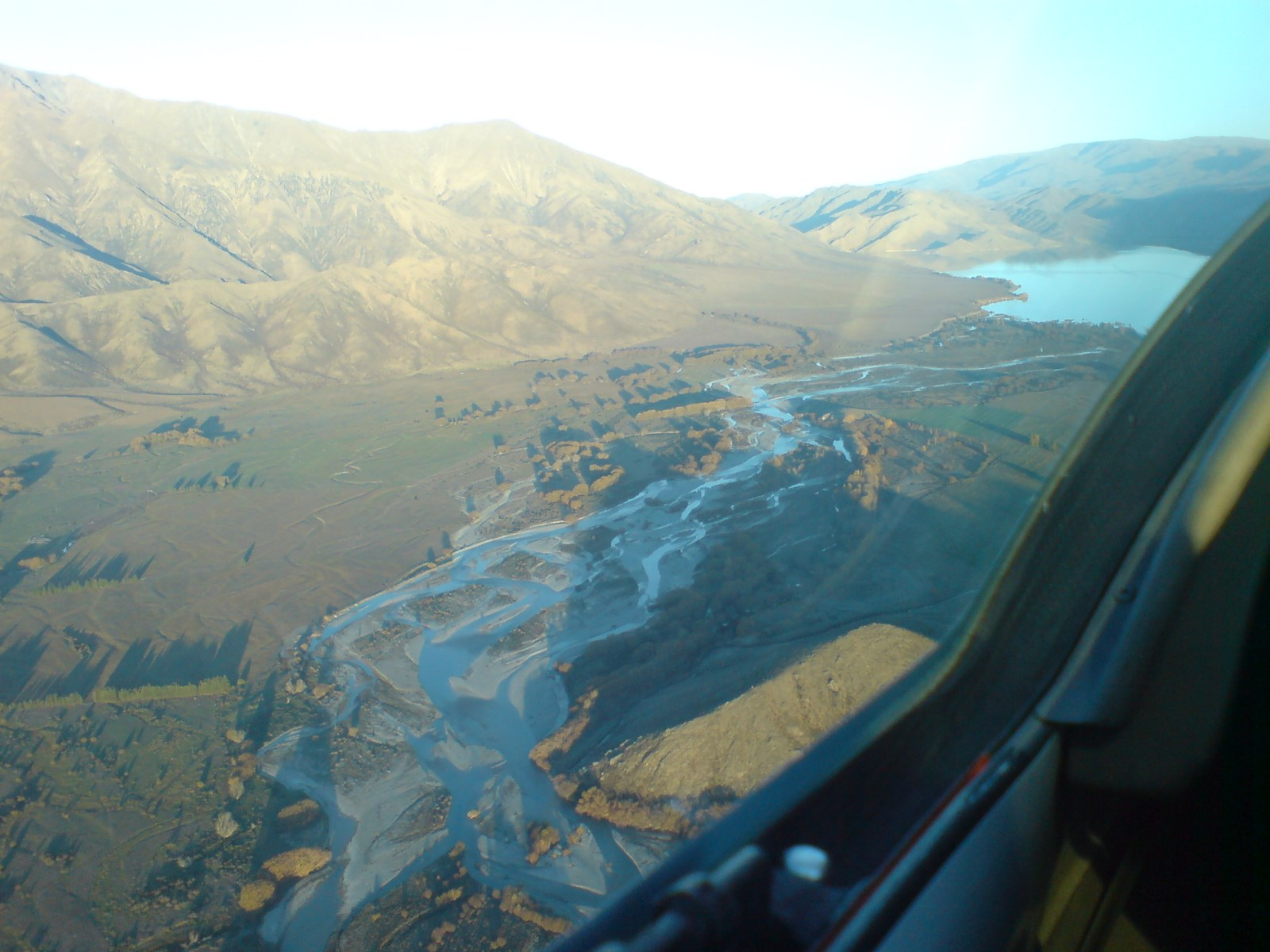
Vue aérienne vers l'est de l'Ahuriri

Il prend sa source à l'est des Alpes du Sud et a son embouchure dans le lac Benmore.

## Aménagements et écologie
La plus grande partie supérieure de l'Ahuriri traverses le Parc de conservation d'Ahuriri.
La ville la plus proche est Omarama.